# Mitreola yangchunensis
Mitreola yangchunensis är en tvåhjärtbladig växtart som beskrevs av Q.X.Ma, H.G.Ye och F.W.Xing. Mitreola yangchunensis ingår i släktet Mitreola och familjen Loganiaceae. Inga underarter finns listade i Catalogue of Life.